# 卢克雷齐娅·贝卡里
卢克雷齐娅·贝卡里（義大利語：Lucrezia Beccari，2003年12月18日—），意大利女子花样滑冰运动员，2019年欧洲青少年冬季奥林匹克运动会女子单人滑银牌得主、2024年欧洲花样滑冰锦标赛双人滑铜牌得主。